# Robert Mifka
Robert Mifka (28. dubna 1941 – 2018) byl československý basketbalista. S basketbalem začal v Plzni u trenéra Miloše Sládka. Je zařazen na čestné listině mistrů sportu.
V československé basketbalové lize hrál celkem 12 sezón (1962–1974), z toho 5 sezón za Slavia VŠ Praha, s níž byl čtyřikrát mistrem (1969–1972) a v roce 1963 vicemistrem Československa. Dva tituly mistra získal s týmem Zbrojovka Brno (1967, 1968). V československé basketbalové lize po roce 1962 (zavedení podrobných statistik zápasů) zaznamenal 4003 bodů. 
Hrál v šesti ročnících evropských klubových pohárů. V roce 1967 s týmem Zbrojovka Brno hrál semifinále soutěže FIBA – Evropský pohár vítězů pohárů. S týmem Slavia VŠ Praha startoval v Poháru evropských mistrů, dvakrát se probojovali do semifinále (1970, 1971) a v roce 1972 do čtvrtfinálové skupiny. V soutěži FIBA - Evropský pohár vítězů pohárů v roce 1968 prohráli ve finále s řeckým AEK Athény 82:89 a v roce 1969 tento pohár vyhráli po výhře ve Vídni nad Dynamo Tbilisi (Gruzie) 80:74. V roce 1970 ve světovém poháru (International Cup 1970) s týmem Slavia VŠ Praha skončil na 4. místě.
Za československou basketbalovou reprezentací hrál na pěti Mistrovství Evropy a získal stříbrnou medaili v roce 1967 a bronzovou medaili v roce 1969. Byl účastníkem kvalifikace pro Olympijské hry 1968 a Mistrovství světa 1970 v Lublani (6. místo). Za reprezentační družstvo Československa v letech 1963-1972 odehrál celkem 180 zápasů, z toho na světových a evropských soutěžích zaznamenal zaznamenal 288 bodů ve 45 zápasech. Byl nominován do družstva výběru Evropy k utkání v roce 1969 v Bělehradě proti Jugoslávii. V roce 1961 na světové Univerziádě v Sofii s týmem Československa skončil na třetím místě.

## Sportovní kariéra

### Hráč klubů
- 1962–1963 Slavia VŠ Praha: 2. místo
- 1963–1966 Dukla Olomouc: 4. místo (1966), 6. místo (1965), 7. místo (1964)
- 1966–1968 Spartak ZJŠ Brno: 2x mistr Československa (1967, 1968)
- 1968–1972 Slavia VŠ Praha: 4x mistr (1969–1972)
- 1972–1974 Bohemians Praha: 7. místo (1973), 9. místo (1974)
- Československá basketbalová liga celkem 12 sezón a 7 medailových umístění
  - 6x mistr Československa 1966 až 1972, vicemistr: 1963
  - Ve střelecké tabulce československé ligy (od sezóny 1962/63 do 1992/93) je na 48. místě s počtem 4003 bodů.
- Pohár mistrů Evropských zemí s týmem Slavia VŠ Praha
  - 1969/70: v semifinále prohra s CSKA Moskva (RUS) 79-107, 75-113
  - 1970/71: v semifinále prohra s CSKA Moskva (RUS) 83-68, 67-94
  - 1971/72: účast ve čtvrtfinálové skupině
- Pohár vítězů národních pohárů
  - Spartak ZJŠ Brno, 1967 – v semifinále soutěže s Ignis Pallacanestro Varese (83-84, 53-58)
  - Slavia VŠ Praha
    - 1967/68: v semifinále Vorwärts Leipzig (GER) 58-57, 98-76, ve finále před 65 tisíci diváků prohra s AEK Athens (GRE) 82-89
    - 1968/69: v semifinále Olimpija Ljubljana (SLO) 83-76, 82-61, ve finále ve Vídni výhra nad BK Dinamo Tbilisi (GRU) 80-74

### Československo
- Za reprezentační družstvo Československa odehrál celkem 180 (1962–1971) zápasů, z toho na světových a evropských soutěžích zaznamenal 288 bodů ve 45 zápasech.
- Předolympijská kvalifikace – 1968 Sofia (87 bodů/7 zápasů), 4. místo
- Mistrovství světa – 1970 Lublaň (41 bodů/9 zápasů), 6. místo
- Mistrovství Evropy – 1963 Wroclaw, Polsko (7 bodů /3 zápasy) 10. místo • 1965 Moskva (38 /7) 7. místo • 1967 Helsinki, Finsko (46 /8) vicemistr Evropy • 1969 Neapol, Itálie (49 /7) 3. místo • 1971 Essen, Německo (20 /4) 5. místo
  - Na pěti Mistrovství Evropy dvě medaile (stříbrná a bronzová) a celkem 160 bodů v 29 zápasech.